# Krazy Kat
Krazy Kat foi um título de uma tira de jornal criada por George Herriman e publicada nos jornais norte-americanos entre 1913 e 1944. Sua primeira aparição se deu no New York Journal American de William Randolph Hearst, tendo no próprio Hearst seu principal incentivador durante todo o período em que ela esteve em circulação. No Brasil os quadrinhos com o personagem apareceram na revista O Tico Tico, quando foi chamado de "Gato Maluco".
Ambientada num cenário irreal da casa de férias de Herriman no condado de Coconino, Arizona, a mistura de surrealismo, brincadeiras inocentes e a linguagem poética de Krazy Kat fizeram dela a favorita dos amantes de quadrinhos e dos críticos de arte por mais de oitenta anos.
O enfoque das tiras está em um curioso triângulo amoroso entre o seu personagem-título, um despreocupado e inocente gato de género indeterminado (referido tanto como macho, quanto como fêmea); o antagonista do gato, o rato Ignatz; e o protetor cão policial, o oficial Bull Pupp. Krazy nutre um amor não correspondido pelo rato; mas, Ignatz despreza Krazy e constantemente planeja atirar um tijolo à cabeça de Krazy, o que Krazy interpreta como um sinal de afecto. O oficial Pupp, como o defensor da lei e da ordem no condado de Coconino, toma como sua firme missão interferir nos planos de lançamento de tijolos de Ignatz e tranca o rato na cadeia do condado.
Apesar da simplicidade da comédia apresentada, foi a caracterização detalhada, combinada com  a criatividade visual e verbal de Herriman, que fizeram de Krazy Kat um dos primeiros quadrinhos a ser amplamente elogiado por intelectuais e tratado como uma arte séria. Gilbert Seldes, um notável crítico de arte da época, escreveu um longo panegírico para as tiras em 1924, chamando-lhe "a mais engraçada e fantástica e satisfatória obra de arte produzida na América hoje". O famoso poeta E. E. Cummings, como outro admirador de Herriman, escreveu a introdução à primeira edição da banda desenhada na forma de livro. Embora apenas com um modesto sucesso durante sua circulação inicial, nos anos mais recentes, muitos cartunistas modernos têm citado Krazy Kat como uma grande influência.

## Descrição

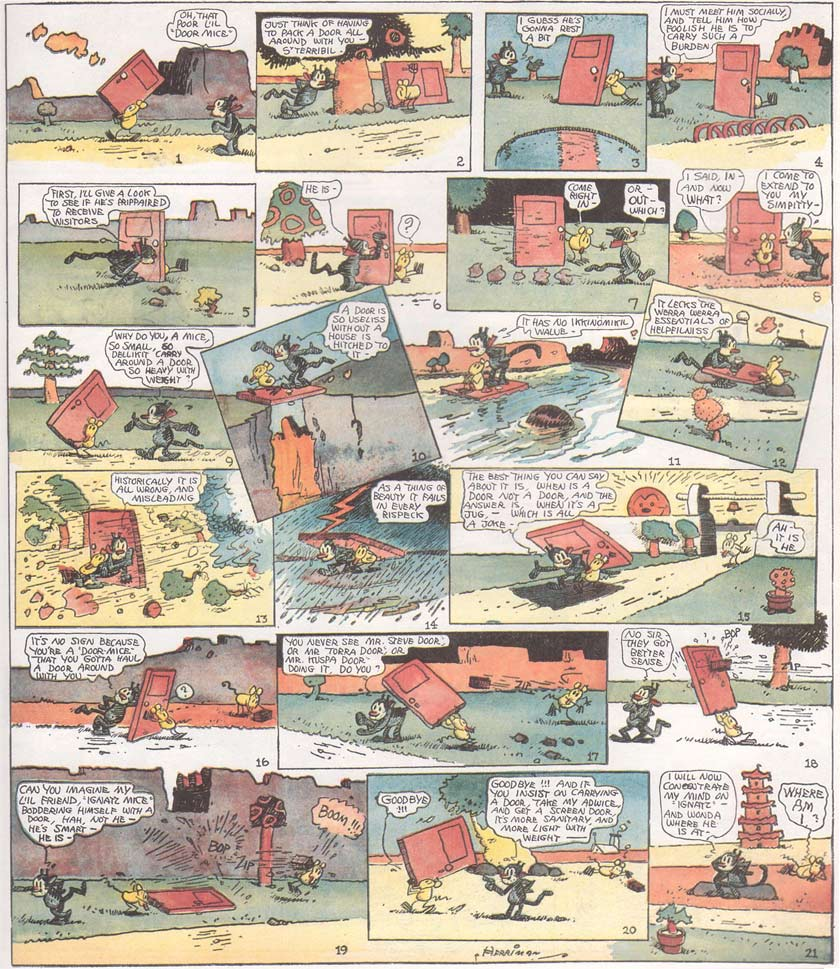
Uma das primeiras páginas coloridas de sábado na qual Krazy tenta entender porquê o Rato da Porta (um personagem secundário) está transportando uma porta. Publicado em 21 de Janeiro de 1922. Note que o fundo da cena sempre muda.
Clique na imagem para ampliá-la.

As histórias de Krazy Kat acontecem numa versão fortemente estilizada do condado de Coconino, Arizona, com Herriman preenchendo a página com paisagens típicas do Painted Desert. Tais cenários de fundo tendem a mudar dramaticamente entre os painéis mesmo quando os personagens permanecem parados. É evidente o estilo visual de todo o sudoeste americano, como, por exemplo, as coberturas das casas construídas com telhas de argila, árvores plantadas em vasos com desenhos imitando a arte dos índios navajo, além de referências à cultura méxico-americana. As passagens descritas misturam excentricidades e muitas vezes linguagem aliterada com diálogos fonéticos e uma forte sensibilidade poética ("o Agathla, séculos de erosão, arrepios no seu sono com esplendor esplenético, e espalha ao largo um espasmo sísmico com a suavidade suprema de um vulcão vagabundo"). Herriman gostava de fazer experiências não convencionais com a apresentação visual das páginas de suas bandas desenhadas de domingo, incluindo painéis de vários formatos e tamanhos, dispostos em posições que ele considerava serem as melhores para poder contar suas histórias.[carece de fontes?]
Embora o conceito básico das tiras diárias seja simples, Herriman sempre achou um modo de subverter a norma. Às vezes, os planos de Ignatz de arremessar um tijolo na cabeça de Krazy obtinham sucesso; outras vezes o oficial Pupp percebia as intenções do rato e o colocava na cadeia. As intervenções de outros animais antropomórficos residentes no condado de Coconino, e mesmo forças da natureza, ocasionalmente alteravam a dinâmica de modo inesperado. Outras tiras têm pronunciamentos tolos ou gnômicos de Krazy que irritam tanto o rato, que ele vai buscar um tijolo no painel final. Mesmo o auto-humor é evidente — em uma tira, o oficial Pupp, tendo prendido Ignatz, repreende o cartunista por não ter terminado o desenho da cadeia.
A reacção do público naquela época foi variada; muitos ficaram intrigados com a sua iconoclástica recusa em conformar-se com as convenções da banda desenhada e piadas simples. Porém, o magnata da publicidade William Randolph Hearst adorou Krazy Kat, e ela continuou a aparecer em seus jornais durante todo o tempo em que esteve em circulação, algumas vezes apenas devido as suas ordens diretas.

## Personagens

### Krazy Kat
Estranho e tolo, o personagem-título da banda desenhada passa a sua vida no condado de Coconino sem qualquer preocupação. O diálogo de Krazy é um argot altamente estilizado ("A fowl konspirissy — is it pussible?") e foneticamente evoca uma mistura de inglês, francês, espanhol, iídiche, e outros dialetos, frequentemente identificados como o dialeto de Yat, Nova Orleans, local de nascimento de George Herriman. Muitas vezes cantando e dançando para expressar a eterna alegria de Kat, Krazy está irremediavelmente apaixonado por Ignatz e acha que o tijolo que o rato atira é seu modo de retribuir aquele amor. Krazy está também completamente alheio à grande rivalidade que existe entre Ignatz e o oficial Pupp e interpreta as frequentes prisões do rato pelo cachorro como uma brincadeira inocente de pega-pega ("Ever times I see them two playing games togedda, Ignatz seems to be It"). Em uma dessas ocasiões, quando Ignatz é pego antes que ele possa lançar seu tijolo, Krazy fica imaginando onde o seu amado rato poderia ter ido.[carece de fontes?]
O próprio género de Krazy nunca ficou muito claro, pois variava de tira para tira. A maioria dos autores posteriores a Herriman (começando por E. E. Cummings) referiam-se erroneamente a Krazy como sendo apenas uma fêmea, mas o criador de Krazy era mais ambicioso e chegou a publicar várias tiras fazendo troça dessa incerteza. Quando o realizador Frank Capra, um fã da tira, pediu a Herriman para definir um sexo para o personagem, o cartunista admitiu que Krazy fosse "um tipo de espírito, um elfo. Eles não têm sexo. De modo que Kat não pode ser ele ou ela. Kat é um espírito — um duende — livre para ser qualquer coisa".  A maioria dos personagens dentro das tiras usam "ele" e "dele" para se referir a Krazy, provavelmente como um gênero neutro "ele".[carece de fontes?]

### Ignatz

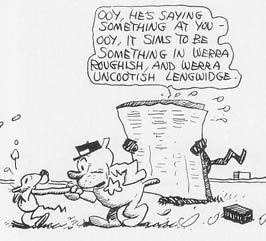
Ignatz sendo levado preso pelo oficial Pupp por tentar atirar um tijolo (em baixo, à direita) em Krazy Kat. Por trás do jornal, Krazy está lendo e descreve em voz alta o mesmo desenho em que eles todos aparecem.

O rato Ignatz é impelido a se distrair com a ingenuidade de Krazy, e nada lhe dá maior prazer do que atirar um tijolo à cabeça de Kat. Para proteger seus planos do sempre vigilante (e sempre suspeito) oficial Pupp, Ignatz esconde seus tijolos, disfarça-se, ou aproveita-se da boa vontade dos moradores do condado de Coconino (sem, contudo, revelar suas reais intenções). O que facilita a tarefa de Ignatz é que Krazy Kat está sempre disposto a encontrá-lo em qualquer lugar e a qualquer hora, ansioso por receber um sinal de afeto na forma de um tijolo à cabeça.[carece de fontes?]

### Oficial Pupp
"Braço da Lei e da Ordem", o oficial Bull Pupp (também chamado de "Offissa" e "Offisa") sempre tenta — e algumas vezes ele consegue — impedir os planos de Ignatz de arremessar tijolos em Krazy Kat. O oficial Pupp e Ignatz frequentemente tentam tirar vantagens dos outros mesmo quando Krazy não está diretamente envolvido, uma vez que os dois gostam de ver os demais fazerem papel de tolos.[carece de fontes?]

### Personagens secundários
Além desses três, o condado de Coconino é povoado por uma variedade de personagens. Kolin Kelly, um cão, é quem produz os tijolos que servem de projéteis para Ignatz, embora ele desconfie do rato. Senhora Kwakk Wakk, uma pata de chapéu, ranzinza e rabugenta que frequentemente apanha Ignatz no meio de seus planos e então informa ao oficial Pupp. Joe Cegonha, "fornecedor de descendência para o príncipe & proletários", muitas vezes faz entrega de bebés indesejados a vários personagens (em uma tira, Ignatz tenta convencê-lo a jogar um tijolo à cabeça de Krazy lá do alto). Outros personagens que fazem aparições não muito frequentes são: Walter Cephus Austrige; Bum Bill Bee, um inseto que está de passagem pelo condado; Don Kiyote, um nobre e aristocrata coiote mexicano; Mock Duck, uma ave vidente de ascendência chinesa que parece-se com um indiano; e os primos de  Krazy, Krazy Katbird e Krazy Katfish.[carece de fontes?]

## História
Krazy Kat evoluiu de uma banda desenhada anterior de Herriman, The Dingbat Family, que foi iniciada em 1910 e mais tarde viria a ser designada como "The Family Upstairs". Estes quadrinhos narram a tentativa dos Dingbats para evitar a maldade da misteriosa família que vive no apartamento acima deles e desmascarar aquela família. Herriman completaria a banda desenhada sobre os Dingbats, mas para isso, trabalhou mais de oito horas por dia, enchendo a parte inferior da banda desenhada com desenhos cómicos do rato da família que vive no andar de cima oprimindo o gato dos Dingbats.

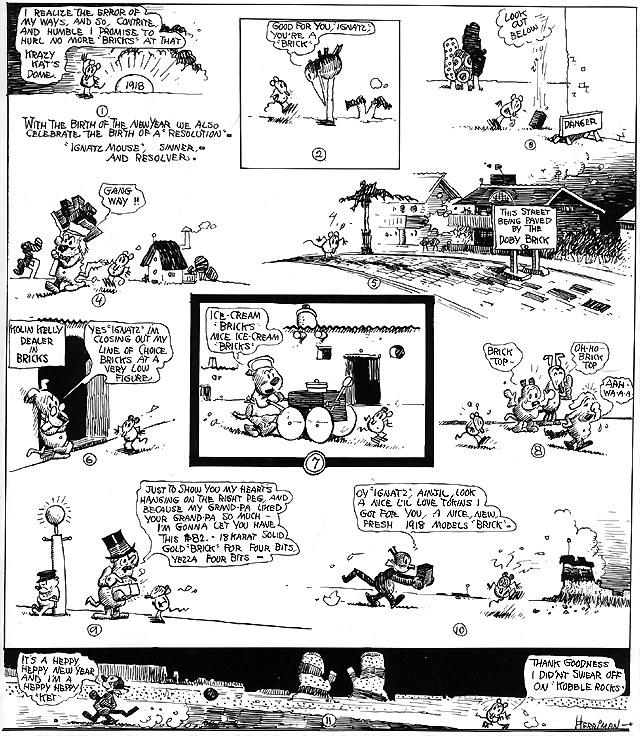
O rato Ignatz resolve não atirar mais nenhum tijolo em Krazy. A tentação o persegue em todo o lugar, e finalmente ele encontra uma saída para saciar sua paixão. Domingo, 6 de Janeiro de 1918.
Clique na imagem para ampliá-la.

Este "esboço de banda desenhada" transformou-se em algo muito maior do que o quadrinho original. Tornou-se uma tira diária com um título (escrito verticalmente de cima para baixo e colocado na parte lateral da página) em 28 de Outubro de 1913 e um desenho a preto-e-branco de página inteira aos Domingos em 23 de Abril de 1916. Devido à oposição de editores, que não achavam aceitáveis as secções da banda desenhada, Krazy Kat apareceu originalmente nas secções de arte e ficção de Hearst. No entanto Hearst, apreciou de tal forma a banda desenhada que, assinou com Herriman um contrato em que garantia ao cartunista completa liberdade criativa.[carece de fontes?]
Apesar de sua baixa popularidade entre o público em geral, Krazy Kat ganhou muitos seguidores entre os intelectuais. Em 1922, um jazz balé baseado nas tiras foi produzido e suas músicas compostas por John Alden Carpenter; apesar do espetáculo ter atraído multidões nas duas noites de apresentação e ter recebido críticas positivas do The New York Times e The New Republic, ele não conseguiu impulsionar a popularidade das tiras como Hearst esperava. Além de Seldes e Cummings, os admiradores contemporâneos de Krazy Kat eram: Willem de Kooning, H. L. Mencken e Jack Kerouac. Estudiosos e autores mais recentes têm visto as tiras como reflectindo o movimento dadaísta e prenunciando o pós-modernismo.
Iniciada em 1935, a edição de Domingo do Krazy Kat foi publicada em cores. Apesar do número de jornais que a publicavam ter diminuído na última década, Herriman continuou a desenhar Krazy Kat — criando cerca de 3.000 cartoons — até a sua morte em 1944. Hearst cancelou imediatamente a publicação das tiras após a morte do artista, porque, contrariamente à prática comum naquele tempo, ele não queria ver um novo cartunista ocupando o seu lugar.

### Adaptações animadas
A banda desenhada foi animada por diversas vezes. Os curtas mais antigos de Krazy Kat foram produzidos por William Randolph Hearst em 1916. Eles foram produzidos no estúdio da Hearst-Vitagraph News Pictorial e mais tarde no International Film Service (IFS), embora Herriman não estivesse envolvido. Em 1920, após uma pausa de dois anos, o estúdio John R. Bray começou a produzir uma série de curtas de Krazy Kat.
Em 1925, o pioneiro da animação Bill Nolan decidiu levar Krazy para as telas novamente. Nolan pretendeu produzir a série nos estúdios da Associated Animators, mas quando ela dissolveu, ele buscou a distribuição de Margaret J. Winkler. Ao contrário das adaptações anteriores, Nolan não baseou seus curtas nos personagens e locais da banda desenhada de Herriman. Ao invés disso, o felino dos cartoons de Nolan era explicitamente um gato macho, cujo desenho e personalidade mais se parecia com o Gato Félix. Isto é provavelmente devido ao fato de que Nolan tenha sido um antigo funcionário do estúdio de Pat Sullivan.
O marido de Winkler, Charles B. Mintz, aos poucos começou a assumir o controlo da operação. Mintz e seu estúdio começaram a produzir os cartoons sonorizados iniciando com Ratskin de 1929. Em 1930, ele mudou a equipa para a Califórnia e terminou alterando o desenho de Krazy Kat. O novo personagem não era tão parecido com o dos jornais. O som de Krazy Kat de Mintz era, como muitos outros personagens de cartoon da década de 1930, imitação do Mickey Mouse, e geralmente envolvido em aventuras engraçadas com sua namorada e seu leal cão. Em 1936, a animadora Isadore Klein, com a autorização de Mintz, criou o curta-metragem, Lil' Ainjil, o único trabalho de Mintz que refletiu a banda desenhada de Herriman. Porém, Klein ficou "terrivelmente desapontada" com o resultado do cartoon, e o Krazy derivado do Mickey retornou. Em 1939, Mintz tornou-se endividado com seu distribuidor, Columbia Pictures, e como conseqüência, vendeu o seu estúdio para eles. Sob o nome de Screen Gems, o estúdio produziu apenas mais um cartoon Krazy Kat, The Mouse Exterminator em 1940.
O Rembrandt Films de Gene Deitch em Praga, Checoslováquia (atual República Checa) produziu os cartoons Krazy Kat de 1962 a 1964, ajudando a apresentar o gato de Herriman para a nova geração do pós-guerra. Os curtas de Deitch foram feitos para a televisão e têm uma ligação mais próxima com a banda desenhada; os cenários de fundo são desenhados no mesmo estilo, e Ignatz e o oficial Pupp estão presentes. Porém, esta encarnação de Krazy foi feita explicitamente fêmea. Penny Phillips dublou Krazy enquanto que Paul Frees emprestou a voz para Ignatz e Offisa Pupp. A animação de Jerky e o mau sincronismo das vozes são comuns nesses curtas de Krazy Kat. Jay Livingston e Ray Evans fizeram as músicas para a maioria dos episódios.

## Legado
Em 1999, Krazy Kat foi classificado em primeiro lugar no Comics Journal em uma lista das melhores bandas desenhadas dos Estados Unidos da América do século XX; a lista incluía tanto revistas quanto tiras diárias. Em 1995, a tira foi uma das vinte incluídas na série Comic Strip Classics da emissão comemorativa de selos dos Estados Unidos.[carece de fontes?]
Enquanto que os curtas do Papa-Léguas e Coiote de Chuck Jones, que utilizam paisagens similares do sudoeste americano, estão entre os mais famosos cartoons baseados no trabalho de Herriman, Krazy Kat continua a inspirar artistas e cartunistas até hoje. Patrick McDonnell, criador da atual banda desenhada  Mutts e co-autor de Krazy Kat: The Comic Art of George Herriman, cita-o como sua "principal influência". Bill Watterson do famoso Calvin and Hobbes coloca Krazy Kat entre as suas três maiores influências (ao lado de Peanuts e Pogo). Watterson reviveria a prática de Herriman de empregar a apresentação visual dos painéis de forma variada e imprevisível em suas tiras de Domingo. Charles M. Schulz e Will Eisner dizem que foram levados para o cartunismo em parte devido ao impacto que Krazy Kat causou neles durante seus anos de infância e juventude.[carece de fontes?]
Jules Feiffer, Philip Guston, e Hunt Emerson, todos eles têm o estilo Krazy Kat identificado em seus trabalhos. A tira diária de Larry Gonick, Kokopelli & Company é ambientada em "Condado Kokonino", em homenagem ao exótico local do trabalho de Herriman. Chris Ware admira a banda desenhada Krazy Kat e sua editora, Fantagraphics Books, está atualmente reeditando toda a sua série. Na década de 1980, a tira diária Eyebeam de Sam Hurt mostra uma clara influência de Herriman, particularmente nas constantes mudanças das cenas de fundo.  Dentre aqueles que não são cartunistas, Jay Cantor do romance Krazy Kat de 1987 utiliza personagens de  Herriman para analisar a reação da humanidade em relação às armas nucleares, enquanto que Michael Stipe da banda de rock R.E.M. tem uma tatuagem de Ignatz e Krazy.

## Reedições
Por muitas décadas, as tiras de Herriman eram apenas esporadicamente publicadas.  A primeira coleção Krazy Kat, publicada por Henry Holt & Co. em 1946, apenas dois anos depois da morte de Herriman, continha 200 tiras selecionadas.  Na Europa, os cartoons foram pela primeira vez reimpressos em 1965 pela revista italiana Linus, e apareceu nas páginas da revista mensal francesa Charlie Mensuel estreando em 1970.  Em 1969, Grosset & Dunlap produziu uma única coleção de capa dura de episódios e sequências selecionadas abrangendo todo o período de circulação dessas tiras.  A neerlandesa Real Free Press publicou cinco edições de "Krazy Kat Komix" em 1975, contendo algumas centenas de tiras cada uma; as capas da cada edição foram desenhadas por Joost Swarte. Contudo, devido à dificuldade apresentada pelas cópias de baixa qualidade feitas a partir dos jornais originais, nenhuma outra coleção de Krazy Kat surgiu até a década de 1980.[carece de fontes?]
Todas as Pranchas dominicais de 1916 a 1924 foram reimpressas pela Eclipse Comics em cooperação com a Turtle Island Press. A intenção era a de reimprimir toda a série dos Domingos de Krazy Kat, porém este plano teve de ser abandonado quando a Eclipse abandonou os negócios em 1992. Iniciando em 2002, a Fantagraphics Books retomou a reimpressão das tiras de Domingo de Krazy Kat a partir de onde a Eclipse havia parado. A Fantagraphics lançou nove edições até a presente data, com mais uma em fase de acabamento, desenhadas por Chris Ware. A companhia tem planos de continuar até que todas as tiras até o final de 1944 tenham sido reimpressas, e depois iniciar a reedição, no mesmo formato, das tiras anteriormente impressas pela Eclipse. Tanto as reimpressões da Eclipse quanto da Fantagraphics incluem raridades adicionais tais como os cartoons mais antigos de George Herriman anteriores a Krazy Kat. Kitchen Sink Press, em associação com Remco Worldservice Books, reimprimiram dois volume em cores das tiras de Domingo de 1935 a 1937; mas assim como a Eclipse, eles tiveram que abandonar o projecto antes mesmo de terminas as séries.
As tiras diárias de 1921 a 1923 foram reimpressas pela Pacific Comics Club. As revistas de 1922 e 1923 deixaram de fora um pequeno número de tiras, que agora estão sendo reimpressas na Comics Revue.  A Comics Revue tem também publicado todas as tiras diárias de 8 de Setembro de 1930 até 31 de Dezembro de 1934. A Fantagraphics lançou uma única reedição das tiras diárias das décadas de 1910 e 1920 em 2007.[carece de fontes?]
Publicações isoladas das tiras semanais e as de Domingo têm aparecido em várias coleções, incluindo as da revista Grosset & Dunlap reimpressas pela Nostalgia Press, mas a mais completa coleção disponível das bandas desenhadas abrangendo todo o período de circulação das tiras é encontrada na Krazy Kat: The Comic Art of George Herriman, publicada pela Harry N. Abrams, Inc. em 1986. Ela inclui uma biografia detalhada de Herriman e é atualmente a única revista impressa a republicar as tiras de Krazy Kat após 1940. Apesar de conter mais de 200 tiras, incluindo muitas coloridas de Domingo, ela é fraca em materiais de 1923 a 1937.[carece de fontes?]

### Edições Eclipse Comics
- Krazy & Ignatz (tiras de 1916) ISBN 0-913035-49-1
- The Other Side To the Shore Of Here (tiras de 1917) ISBN 0-913035-74-2
- The Limbo of Useless Unconsciousness (tiras de 1918) ISBN 0-913035-76-9
- Howling Among the Halls of Night (tiras de 1919) ISBN 1-56060-019-5
- Pilgrims on the Road to Nowhere (tiras de 1920) ISBN 1-56060-023-3
- Sure As Moons is Cheeses (tiras de 1921) ISBN 1-56060-034-9
- A Katnip Kantata in the Key of K (tiras de 1922) ISBN 1-56060-063-2
- Inna Yott On the Muddy Geranium (tiras de 1923) ISBN 1-56060-066-7
- Shed a Soft Mongolian Tear (tiras de 1924) ISBN 1-56060-102-7
- Honeysuckil Love is Doubly Swit (tiras de 1925) ISBN 1-56060-203-1 (não publicadas)

### Edições Kitchen Sink Press
- 1935–36 ISBN 0-924359-06-4
- 1936–37 ISBN 0-924359-07-2 distribuição limitada

### Edições Fantagraphics Books
- Krazy & Ignatz in "There Is A Heppy Lend Furfur A-Waay": The Komplete Kat Komics 1925–1926 ISBN 1-56097-386-2
- Krazy & Ignatz in "Love Letters In Ancient Brick": The Komplete Kat Komics 1927–1928 ISBN 1-56097-507-5
- Krazy & Ignatz in "A Mice, A Brick, A Lovely Night": The Komplete Kat Komics 1929–1930 ISBN 1-56097-529-6
- Krazy & Ignatz in "A Kat Alilt with Song": The Komplete Kat Komics 1931–1932 ISBN 1-56097-594-6
- Krazy & Ignatz in "Necromancy by the Blue Bean Bush": The Komplete Kat Komics 1933–1934 ISBN 1-56097-620-9
  - Krazy & Ignatz: The Complete Sunday Strips 1925–1934.  Coleção de cinco volumes em brochura de 1925–1934 em um único volume de capa dura. Apenas 1000 cópias impressas, e apenas disponíveis por pedido direto do editor. ISBN 1-56097-522-9.
- Krazy & Ignatz in "A Wild Warmth of Chromatic Gravy": The Komplete Kat Komics 1935–1936 ISBN 1-56097-690-X (primeiro volume em cores)
- Krazy & Ignatz in "Shifting Sands Dusts its Cheeks in Powdered Beauty": The Komplete Kat Komics 1937–1938 ISBN 1-56097-734-5
- Krazy & Ignatz in "A Brick Stuffed with Moom-bins": The Komplete Kat Komics 1939–1940 ISBN 1-56097-789-2
- Krazy & Ignatz in "A Ragout of Raspberries": The Komplete Kat Komics 1941–42 ISBN 1-56097-887-2
- Krazy & Ignatz in "He Nods in Quiescent Siesta": The Komplete Kat Komics 1943-44 ISBN 1-56097-932-1
- Krazy & Ignatz: The Kat Who Walked in Beauty (tiras diárias das décadas de 1910 e 1920) ISBN 1-56097-854-6 (capa dura)

### Edições Harry N. Abrams, Inc.
- Krazy Kat: The Comic Art of George Herriman. Várias tiras. ISBN 0-8109-9185-3 (capa mole) ISBN 0-8109-8152-1 (capa dura)